# Крылатское (бывшее село, Москва)
Крыла́тское — бывшее село Московской губернии и уезда. Впервые упомянуто в 1417 году. В 1960 году деревня Крылатское вошла в состав Москвы. В настоящий момент территория бывшего села входит в состав московского района Крылатское. Из старых построек сохранился храм Рождества Пресвятой Богородицы. Культурный слой села Крылатского является ценным объектом культурного наследия регионального значения.

## Происхождение названия
Происхождение названия села до конца не известно, однако существуют несколько версий. Согласно одной версии старинное название села — «Крылецкое» — произошло от слова «крыльцо», что связывают с его расположением при въезде в Москву. По другой версии Крылатское располагалось на холме, около которого было два оврага, по форме напоминающих крылья. Согласно третьему предположению, название села произошло от древнерусского слова «крити», «кринути», что означает купить. То есть село было куплено у прежнего владельца. Эти версии соотносятся с историческим названием, так как впервые Крылатское упоминается в документах 1417 года, как Крилетьское село. Во второй духовной грамоте великого московского князя Василия I, согласно которой он отдавал его своей княгине.

## Население
По данным переписи 1646 года в Крылатском проживало 24 человека и было 18 крестьянских дворов. В 1852 году в селе Крылатское насчитывалось 499 жителей (239 мужчин и 260 женщин) и 63 двора. В 1859 году в селе Крылатское проживало 553 человека(276 мужчин и 277 женщин) и 75 дворов. По данным всеобщей переписи населения 1897 года в деревне проживало 587 человек (246 мужчин и 341 женщина), причём все были православного вероисповедания. По данным переписи 1926 года, в селе было 234 хозяйства; проживало 1106 человек (496 мужчин и 610 женщин).

## История
Село Крылатское было впервые упомянуто в 1417 году в завещании великого московского князя Василия I Дмитриевича:
А ис сел из Московских даю своей княгине… Крилатьское село… што было за татаром, а княгини моя даст с того села чернице Софье пятьдесят рублев долгу её.
В этой фразе под словом «татар» понимается большой луг на берегу Москвы-реки (от тюркского «татир» — «открытое, покрытое травой место»). Изначально село Крылатское находилось на холмах за этим лугом. От топонима «татар» произошло и название близлежащей деревни Татарово.
Село Крылатское на протяжении почти всей своей истории находилось в дворцовом ведомстве. В селе несколько раз останавливался царь Иван Грозный, о чём сохранились документальные свидетельства. В 1554 году царь, возвращаясь из поездки по Волоколамску, Клину и Можайску, посетил село Крылатское по случаю освящения Рождественской церкви. В 1562 году Иван Грозный по пути на войну сделал первую остановку в Крылатском. После успешного взятия Полоцка на обратном пути царь снова останавливался в Крылатском:
На останошнем наслеге от Москвы в селе в Крылатцком марта в 20 день в суботу, царя и великого князя встретил царевич Феодор. А брат царя и великого князя князь Юрьи Васильевич встретил в Крылатцком же. Тогда встретиша царя и великого князя в селе в Крылатцком архиепископ Никандр и епископы и архимандриты и игумены. Царь и великий князь того дни в Крылатцком пировал, и архиепископов и епископов и архимандритов и игуменов того дни к Москве отпустил.
В конце XVI — начале XVII века село принадлежало Романовым, оно было владением инокини Марфы Ивановны, матери царя Михаила Фёдоровича. В XVII веке окрестности села Крылатского были местом царской охоты, там водились даже медведи. Известно, что деревянная церковь Рождества Богородицы, освящённая при Иване Грозном, в 1680 году ещё стояла. В начале XVIII века она сгорела и взамен была выстроена новая, тоже из дерева. Каменную церковь построили в Крылатском только во второй половине XIX века.
В конце XIX века село Крылатское, как и многие другие московские пригороды, стало дачным местом. В 1913 году в Крылатском снимала дачу семья архитектора Фёдора Шехтеля. В 1912 году предприниматель и один из пионеров русского кинематографа А. А. Ханжонков построил в Крылатском студию со стеклянным павильоном. В 1914 году на следующий день после начала Первой мировой войны в Крылатском состоялось совещание Московского комитета большевиков, на котором было принято решение выпустить листовку с призывом «Война — войне!».
После Октябрьской революции 1917 года земли села Крылатского достались крестьянам, а в 1920-х годах здесь был организован животноводческий колхоз. Храм села Крылатского в советское время был закрыт, а осенью 1941 года его колокольню снесли, так как она могла служить ориентиром для немецких самолётов при бомбардировках Москвы. В 1950-х годах около села была построена крупная птицефабрика. В 1960 году Крылатское вошло в состав Москвы. Птицефабрику переместили за город. К Олимпиаде-80 почти все сельские постройки были снесены, а на землях Крылатского построили гребной канал, крытый велотрек, велосипедную трассу и другие спортивные объекты. Крылатское стало районом массовой жилой застройки, а в 1989 году сюда провели метро.

## Сохранность топонима
Село Крылатское оставило большой след в московской топонимике. Этот топоним сохранился в названии района Крылатское и станции метро «Крылатское». Он присутствует в названии пяти улиц, ландшафтного парка и моста. Название «Крылатское» носят ряд спортивных сооружений: гребной канал, велотрек и ледовый дворец.